# Omnitracker
Omnitracker ist eine von der Omninet GmbH in Deutschland entwickelte und weltweit eingesetzte proprietäre Geschäftsprozess-Plattform. Die modulare Software ist bei mittleren und großen Unternehmen sowie öffentlichen Einrichtungen im Einsatz und unterstützt bei der digitalen Transformation. Sie dient der Erfassung, Steuerung, Bewertung und Automatisierung von relevanten Geschäftsprozessen. Haupteinsatzgebiet ist die Unterstützung von ITIL-konformen Prozessen, die Verwaltung von Anforderungen (Requests), Fehlern, Kundenanfragen vom Zeitpunkt der Entstehung bis zum Abschluss. Omnitracker verfügt über Zertifizierungen des Bundesverband IT-Mittelstand und PinkVERIFY™ mit elf Praktiken.

## Geschichte
Das eigentümergeführte Unternehmen Omninet GmbH entwickelte Omnitracker zunächst mit der Ausrichtung auf Qualitätsmanagement und Software-Entwicklungsprozesse. Die Anwendung wurde seitdem branchenübergreifend und modulartig zur Geschäftsprozess-Plattform ausgebaut. Im Jahr 2000 wurde die Ausrichtung auf Service-Management-Prozesse gemäß ITIL vorgenommen. Zahlreiche internationale Kunden nutzen Omnitracker als geschäftskritisches System in unterschiedlichen Service- und Fachprozessen.
Omnitracker wurde 2015/16 von der Analystengruppe Info-Tech Research Group als 'Value Champion' eingestuft.

## Ausrichtung
Die Omnitracker-Plattform sowie die Applikationen dienen der weitreichenden Automatisierung von IT-gestützten Arbeitsabläufen und richten sich an B2B-Kunden aller Branchen wie z. B. Industrieunternehmen, Service-Organisationen, IT-Dienstleister und Behörden. Insgesamt verfügt Omnitracker über mehrere hundert Installationen. Nennenswerte Kunden sind DB (Deutsche Bahn), DATEV, Daimler, Deutsches Patent- und Markenamt, SANYO
, Siemens, tesa, NATO. Die IT der HUK Coburg Versicherungsgruppe hat mit der Einführung des Omnitracker den itSMF Projektaward „Bestes ITSM Projekt 2015“ gewonnen.

## Entwicklung und Vertrieb
Die System-Entwicklung und der internationale Support wird ausschließlich im Stammsitz des Herstellers Omninet betrieben. Der Vertrieb erfolgt direkt, über Niederlassungen und über Partner.

## Funktionsumfang
Die mandantenfähige Omnitracker-Plattform besteht aus einem Basissystem, modularen Basiskomponenten und Clients. Unbegrenzte Erweiterungen können anwenderspezifisch konfiguriert und über offene Schnittstellen angesteuert werden. Das System verfügt über einen eigenen grafischen Workfloweditor, regelgesteuerte Notifikationen und Eskalationen. Das Datenmodell sowie das Rechte- und Rollenkonzept sind frei konfigurierbar. Reports und Statistiken sind automatisierbar.

## Einzelmodule
Omnitracker verfügt mehr als 12 auf der Geschäftsprozess-Plattform basierende Standard-Applikationen, z. B.:
- IT Service Management Center (ITSM) – Ticketing-System zur Steuerung von ITIL-konformen IT-Service-Management-Prozessen und Kundenservice-Prozessen
- Project Management Center – Projektplanung und -Steuerung
- Governance, Risk and Compliance Center – Software für Anforderungen im Bereich GRC
- Stock & Order Management – Unterstützung des Bestell- und Lieferprozesses
- Contract Management Center – Unterstützung von Vertragsverwaltung
- Systems Engineering Center – Management der Software-Entwicklungsprozesse (ALM).

## Lizenzierung
Die Lizenzierung erfolgt modular als Serverlizenzen und concurrent (gleichzeitigen) Benutzerlizenzen. Neben der klassischen Lizenzüberlassung wird auch eine Lizenzmiete und nutzungsdauerorientierte Lizenzierung („Pay per use“) angeboten.